# Eufemia mazowiecka (1415/1418–1435/1436)
Eufemia mazowiecka (ur. 1415/1418, zm. między 7 lutego 1435 a 3 marca 1436) – księżniczka mazowiecka z dynastii Piastów.

## Życiorys
Córka Bolesława Januszowica i księżniczki litewskiej Anny, siostra księcia warszawskiego Bolesława IV.
W 1434 Dziersław Rytwiański słał kosztowne podarki księżniczce Eufemii, w której był zakochany i w krótkim czasie stracił majątek.
Przed 7 lutego 1435 Eufemia została żoną Michała Bolesława, syna wielkiego księcia Litwy Zygmunta Kiejstutowicza. Panna młoda wniosła posag 20 tys. florenów.
Zmarła przed 3 marca 1436. Małżeństwo Eufemii z Michałem Zygmuntowiczem było bezpotomne. Po jej śmierci pojął za żonę Katarzynę, najmłodszą córkę księcia Siemowita IV i Aleksandry Olgierdówny.